# Julie Covington
Julie Covington (Londen, 11 september 1946) is een Engels zangeres en actrice. Ze is het bekendst van de originele (studio)versie van Don't Cry for Me Argentina (de musicalversie werd gezongen door Elaine Paige).
Covingtons doorbraak kwam in 1967 toen ze als studente werd uitgenodigd om te zingen in een televisieprogramma van David Frost, waarna ze een platencontract kreeg. Nadat ze haar carrière verschoof naar het theater, leidde haar optreden in het programma Rock Follies tot de titelrol in de musical Evita van Andrew Lloyd Webber en Tim Rice. Haar lied Don't Cry For Me Argentina was een internationale hit, en bereikte #1 in de Nederlandse Top 40.
In 1978 vertolkte ze de rol van Beth, de vrouw van de dominee Nathaniel (Phil Lynott), in de song "The Spirit of Man" van het album Jeff Wayne's Musical Version of The War of the Worlds.
Na haar tweede soloalbum, en gastbijdragen op albums van andere artiesten, keerde ze terug naar het theater.

## Albums
- While The Music Lasts (1967) (Privé uitgave)
- The Party's Moving On (1969) (Privé uitgave)
- The Beautiful Changes (1971)
- Julie Covington (1978)
- The Beautiful Changes Plus (1999)
- Julie Covington plus (1978)

## Verzamelalbums - soundtracks
- Godspell - Original Cast Recording (1972)
- "The Adventures of Barry McKenzie" (1972)
- Evita -- Album (1976)
- Rock Follies Series 1 (1976)
- The Mermaid Frolics' (1977) - benefiet voor Amnesty International
- Rock Follies Series 2 (1977)
- The War of the Worlds (1978)
- Guys and Dolls National cast recording (1982)
- The Wildcliffe Bird (audio boek) (1991)
- Guys and Dolls (1992)
- The War of the Worlds - Origineel - cd (2000)
- Evita (2001)
- The War of the Worlds - 5.1 Remastered Edition (2005)
- The War of the Worlds - 7 disc Collectors Edition (2005)

## Singles
- "The Magic Wasn't There, Tonight Your Love Is Over" (1970)
- "The Way Things Ought To Be" (1970)
- "Day By Day" (1972)
- "Two Worlds Apart" (demo single) (1973)
- "Don't Cry for Me, Argentina" (1976)
- "Only Women Bleed" (1977)
- "( I want to see the) bright lights" (1978)
- "Housewives' Choice" (1982)

| Single met eventuele hitnotering(en) in de Nederlandse Top 40 | Datum van verschijnen | Datum van binnenkomst | Hoogste positie | Aantal weken | Opmerkingen                                                                                                   |
| ------------------------------------------------------------- | --------------------- | --------------------- | --------------- | ------------ | --- |
| Don't Cry for me Argentina                                    | 1977                  | 19-02-1977            | 1 (4wk)         | 9            | #1 in de Nationale Hitparade / #2 in de TROS Europarade / TROS Paradeplaat / Veronica Alarmschijf Hilversum 3 |
| Only Women Bleed                                              | 1978                  | 07-01-1978            | tip7            | -            | Nr. 27 in Nationale Hitparade                                                                                 |

### NPO Radio 2 Top 2000
| Nummer met noteringen in de NPO Radio 2 Top 2000 | '99 | '00 | '01  | '02  | '03  | '04  | '05 | '06  | '07  | '08  | '09  | '10  | '11  | '12  | '13  | '14  |
| ------------------------------------------------ | --- | --- | ---- | ---- | ---- | ---- | --- | ---- | ---- | ---- | ---- | ---- | ---- | ---- | ---- | ---- |
| Don't Cry for Me Argentina                       | 360 | 362 | 1140 | 1056 | 1323 | 1166 | 731 | 1094 | 1214 | 1040 | 1744 | 1733 | 1915 | 1747 | 1659 | 1945 |

1. ↑  Een vetgedrukt getal geeft de hoogste notering aan.
2. ↑  Deze tabel is bijgewerkt tot en met de laatste editie (2024).

- Bibsys: 46025
- Bibliothèque nationale de France: cb14028273t (data)
- Gemeinsame Normdatei: 134351665
- International Standard Name Identifier: 0000 0000 5516 4054
- Library of Congress Control Number: n94108657
- MusicBrainz: d750e56b-e64e-4062-a69f-861b9ed975ad
- Nationale Bibliotheek van Israël: 987009827547805171
- Nederlandse Thesaurus van Auteursnamen: 097028770
- Système universitaire de documentation: 158167775
- Virtual International Authority File: 19879907
- WorldCat: E39PBJg8Jq6crDvrMmkF67D8YP